# Riodeva
Riodeva es una villa y municipio de la comarca Comunidad de Teruel, en la provincia de Teruel (comunidad autónoma de Aragón, España).
Municipio situado en el extremo meridional de la provincia, está muy afectado por la despoblación: en 1950 censaba 816 habitantes, en 2007, 186 hab., en 2008 198 hab., y en 2016, 151 hab.

## Geografía
Linda con el Rincón de Ademuz, Libros, Villel, Cascante del Río y Camarena de la Sierra. Su orografía está influenciada por el río Riodeva, que da nombre a la población. El cauce de la rambla discurre en sentido este-oeste, entre Aragón y la Comunidad Valenciana, sirviendo de límite entre las dos comunidades autónomas por espacio de varios kilómetros, para acabar desembocando en el río Turia por su margen izquierda, frente a las «Casas de Angelina» (Libros), por encima de Torrealta y frente a Mas de Jacinto, poblaciones estas del valenciano Rincón de Ademuz.
El barranco de Riodeva tiene una longitud de cauce de 18,6 km., su extensión de cuenca equivale a 100,6 km², posee un nivel de cabecera de 1615 m., con un nivel de base de 805 m., y una pendiente total de 810 m., siendo su pendiente media de 43,54 m/km. Su caudal aumenta en la época de lluvias, pues drena las vertientes occidentales de la sierra de Javalambre, donde tiene su origen.
El paraje natural más importante es Los Amanaderos, espacio investigado para la creación del «Centro de Interpretación del Río Eva y Los Amanaderos» (CIREA).
Saliendo del pueblo por el camino de la huerta se llega a la canal del «Estrecho de la Cruzada», lugar por el que discurre el agua destinada al regadío. A doscientos metros aguas arriba se encuentra «La Marina», piscina natural sobre el Río Eva, y casi inmediato el «Molino Montereta», y tras éste los restos de una antigua central eléctrica. En la parte opuesta se encuentran grandes cordilleras con cortados, algunos de ellos superiores a los 100 metros, como el «estrecho de Arca Fuerte».
Destaca el pico llamado «Peña del Águila», donde se encuentra la zona de mayor explotación minera, a escasos metros del pueblo: por su base discurre la Ruta Geológica del parque natural de la Puebla de San Miguel. Cruzando el río Riodeva y subiendo la pista hacia Mas del Olmo se alcanzan las Casas de Altamira, lugar despoblado del término de Ademuz desde el que se puede subir a la «Peña la Mora», que ofrece una panorámica completa de la zona. En la cima del cerro de Altamira hay restos de antiguas fortificaciones y cerámica de superficie y arrastre compatible con la existencia de un castro celtíbero.
- Amanaderos. Paraje situado en el barranco de los Amanaderos, que se puede conocer a partir del miradoe del Salto de las Yeguas o a partir del CIREA, Centro de Interpretación del Río Eva y Los Amanaderos, situado en el Molino Montereta. A lo largo de su curso pueden verse espectaculares saltos de agua.[6]

## Historia
En Riodeva se halló una necrópolis romana en la partida de «El Moral» (1954), «con un total de hasta nueve enterramientos, de los que solo pudo excavarse uno, pues los ocho restantes fueron saqueados»: el ajuar encontrado fue escaso, un vaso de cerámica y fragmentos metálicos, conservados en el Museo Provincial de Teruel.
En la Baja Edad Media, Alfonso II de Aragón conquistó Teruel y zonas del sur de la actual provincia (1170), incluida Villel -con sus términos y pertenencias-: Cascante del Río, Libros, Riodeva, Tramacastiel, Valacloche y Villastar. Por donación real, Villel y sus aldeas pertenecieron primero a la Orden de Monte Gaudio (en 1187), fusionada posteriormente con la Orden del Temple (en 1196). Tras la desaparición del Temple (en 1312), pasó a la Orden de San Juan de Jerusalén, dependiendo de la Castellanía de Amposta. En 1495 pertenecía a la sobrecullida de Montalbán, y en 1646 pasó a ser vereda de Teruel. Por ello, cuando en 1834 cuando se formaron los Partidos Judiciales, era parte del de Teruel.
Hubo un monumental olmo negrillo (Ulmus minor), se hallaba en la plaza de la Iglesia, sus ramas alcanzaban la altura de la torre-campanario; afectado de grafiosis, hubo que talarlo.

## Demografía
Riodeva cuenta con una población de 121 habitantes (INE 2024).
| Gráfica de evolución demográfica de Riodeva entre 1842 y 2021                                                       |
| |
| Población de derecho según los censos de población del INE Población de hecho según los censos de población del INE |

## Economía

### Cultura, ocio y turismo
En los últimos años está teniendo lugar un lento desarrollo turístico, en torno a Los Amanaderos -fuentes y saltos de agua-: hecho que podría potenciarse con los descubrimientos de fósiles en la zona realizados por la Fundación de Dinópolis de Teruel, y Titania, la subsede del parque cultural y de ocio turolense dedicado a la paleontología y los dinosaurios. A los efectos, el Ayuntamiento está desarrollando el Centro de Interpretación del Río Eva y Los Amanaderos (CIREA), ubicado en el Molino de Montereta, recientemente rehabilitado.

### Agricultura
La agricultura y la ganadería fue el modo de vida tradicional entre los lugareños, prueba de ello son los restos de actividad agropecuaria distribuidos por el término: fincas de cultivo, apriscos, corrales y parideras vinculadas al pastoreo. La principal producción era la cerealística del secano, como lo prueban la existencia de multitud de eras y pajares en la zona; también las legumbres, frutas y hortalizas en una pequeña área de regadío. Asimismo, hubo una escueta producción vitivinícola como demuestran las bodegas, cubos y lagares. La emigración de los años sesenta (1960) cambió la economía local, hasta el punto de haberse perdido casi la totalidad del cereal, siendo residual el resto de la práctica agrícola.

### Industria
La minería es la principal fuente de ingresos de sus habitantes, de las minas se obtienen caolín y cuarzo: el cuarzo se utiliza en la fabricación del vidrio y el caolín -dependiendo de su calidad- en la industria papelera y cerámica.

## Administración y política
| Período   | Alcalde                | Partido |  |
| --------- | ---------------------- | ------- |  |
| 1979-1983 | José Hernández Alcusa  | UCD     |  |
| 1983-1987 |                        |         |  |
| 1987-1991 |                        |         |  |
| 1991-1995 | Miguel Tomás           | PAR     |  |
| 1995-1999 | Emiliano Górriz Romero | PAR     |  |
| 1999-2003 | Emiliano Górriz Romero | PAR     |  |
| 2003-2007 | Emiliano Górriz Romero | PAR     |  |
| 2007-2011 | Emiliano Górriz Romero | PAR     |  |
| 2011-2015 | Emiliano Górriz Romero | PAR     |  |
| 2015-2019 | Lola Llovera Fernández | PAR     |  |
| 2019-2023 | Alfredo Soriano Ríos   | PSOE    |  |
| 2023-2027 | Alfredo Soriano Ríos   | PSOE    |  |

| Partido político    | Partido político                                   | 2003   | 2007   | 2011   | 2015   | 2019   | 2023   |
| Partido político    | Partido político                                   | Ediles | Ediles | Ediles | Ediles | Ediles | Ediles |
|                     | Teruel Existe (TE)                                 | —      | —      | —      | —      | —      | —      |
|                     | Partido Aragonés (PAR)                             | 5      | 4      | 4      | 4      | 1      | 1      |
|                     | Partido Popular de Aragón (PP)                     | —      | —      | —      | 1      | —      | —      |
|                     | Partido de los Socialistas de Aragón (PSOE-Aragón) | —      | 1      | 1      | —      | 4      | 4      |
| Total de concejales | Total de concejales                                | 5      | 5      | 5      | 5      | 5      | 5      |

## Cultura

### Patrimonio
- Casa consistorial.

- Ermita de la Purísima. Fábrica neocláosica de la segunda mitad del siglo XIX (1854-1858), patrocinada por don José Ríos y Marqués (1804-1875), hijo de la villa, canónigo magistral de la catedral de Teruel, Rector del Seminario Diocesano de Teruel y catedrático de Teología y Sagrada Escritura.[6]
- Ermita de Santa Bárbara. Fábrica en estilo vernacular del siglo XIX, situada en el cerro de su nombre al noroeste de la población, a la que se sube en romería en mayo, para la bendición de términos.[6]
- Iglesia de la Virgen de los Dolores. Templo parroquial, fábrica neoclásica de finales del siglo XVIII (1780).
- Vía Crucis. Pilones del Camino de la Pasión que terminan en la ermita de la Purísima.
- Cementerio.

- Molino de Montereta. Antiguo molino harinero situado al sureste de la población, en el curso del río Deva (también, río de Riodeva). Edificio de reciente rehabilitación, contiene el Centro de Interpretación del Río Eva y Amanaderos (CIREA), obra del museólogo Juan José Barragán. Desde su ubicación puede accederse, aguas arriba al paraje de Amanaderos.
- Titania. Subsede de Dinópolis en la localidad. Está dedicada al mayor de los dinosaurios europeos conocidos, el Turiasaurus riodevensis, hallado en las inmediaciones de la población (partidas de Barrihonda-El Humero) a principios del siglo XXI (en 2003). Las excavaciones todavía continúan, están bajo la dirección de un equipo de la fundación paleontológica de Dinópolis.

### Fiestas
Sus fiestas patronales son el día 10 de agosto, día de San Lorenzo, contando con 4 o 5 días de orquestas, actos para niños, campeonatos deportivos, jotas... Riodeva también celebra fiestas de invierno, el 8 de diciembre, día de la Inmaculada, las cuales duran todo el puente de la constitución y la Purísima, en la que se celebran diversos santos, San Joaquín, La virgen del Rosario y la Purísima patrona de Riodeva, son días en que hay orquestas, campeonatos culturales, jotas...
También en el mes de mayo, normalmente el sábado del segundo fin de semana de mayo se celebra la romería a Santa Bárbara, donde se sube a la erminta que está en la montaña a hacer una misa y una comida todo el pueblo, luego sigue la fiesta por la tarde en el pueblo con procesión y baile.
Las bodas de sus habitantes se solían celebrar en el pueblo en un día entero de fiesta en el que se comenzaba con un desayuno antes de la ceremonia en la iglesia o en la ermita. De allí se iba a un banquete en el salón del ayuntamiento. Tras la comida se celebraba un baile y después se cenaba.
Hasta mediados de los años 70, todos los domingos había baile en un salón.

### Gastronomía
Son típicas las gachas de harina que se hacían tradicionalmente en el mata cerdo, acompañadas de diversos platos de tapas, pimientos, bacalao, conejo al ajillo, caracoles y ajoaceite y tomate frito. También el puchero de cocido con tocino, judías, patatas, morcilla de arroz. Se preparan robollones cogidos en los propios montes de rodeno, elaborados con las plantas aromáticas del lugar, pues en todo el término de Riodeva se pueden encontrar variedad de tomillo, espliego, romero, manzanillas, con las que elaborar la miel, y demás platos de la variada gastronomía aragonesa.